# Birgit Gantz-Rathmann
Birgit Gantz-Rathmann (* 24. September 1949 in Flensburg) ist eine deutsche Juristin und ehemalige Staatssekretärin.

## Leben
Nach dem Jurastudium in Kiel war Birgit Gantz-Rathmann von 1977 bis 1985 als Arbeitsrichterin u. a. in Iserlohn und Hamburg tätig. 1985 wurde sie Referentin für Sozialpolitik  der SPD-Bundestagsfraktion. 1992 wurde sie zur Staatssekretärin im Sozialministerium Niedersachsen ernannt. 1997 wechselte sie als Vorstand für Personal und Recht zur DB Cargo, einem Tochterunternehmen der Deutsche Bahn AG. 2001 wurde sie Leiterin Soziales, Gesundheit, Chancengleichheit bei der Zentrale der Deutschen Bahn AG in Berlin und übernahm 2004 auch die Ombudsstelle der DB, die sie mit neuen Strukturen u. a. zur Frauenförderung und Konfliktlösung versah. 2008 ließ sie sich zur Mediatorin ausbilden (MA der Europa-Universität Viadrina in Frankfurt a. d. O.). Nach dem Eintritt in den Ruhestand wirkt sie u. a. noch als Lehrbeauftragte der Europa-Universität Viadrina.